# Acanalat (mecànica)

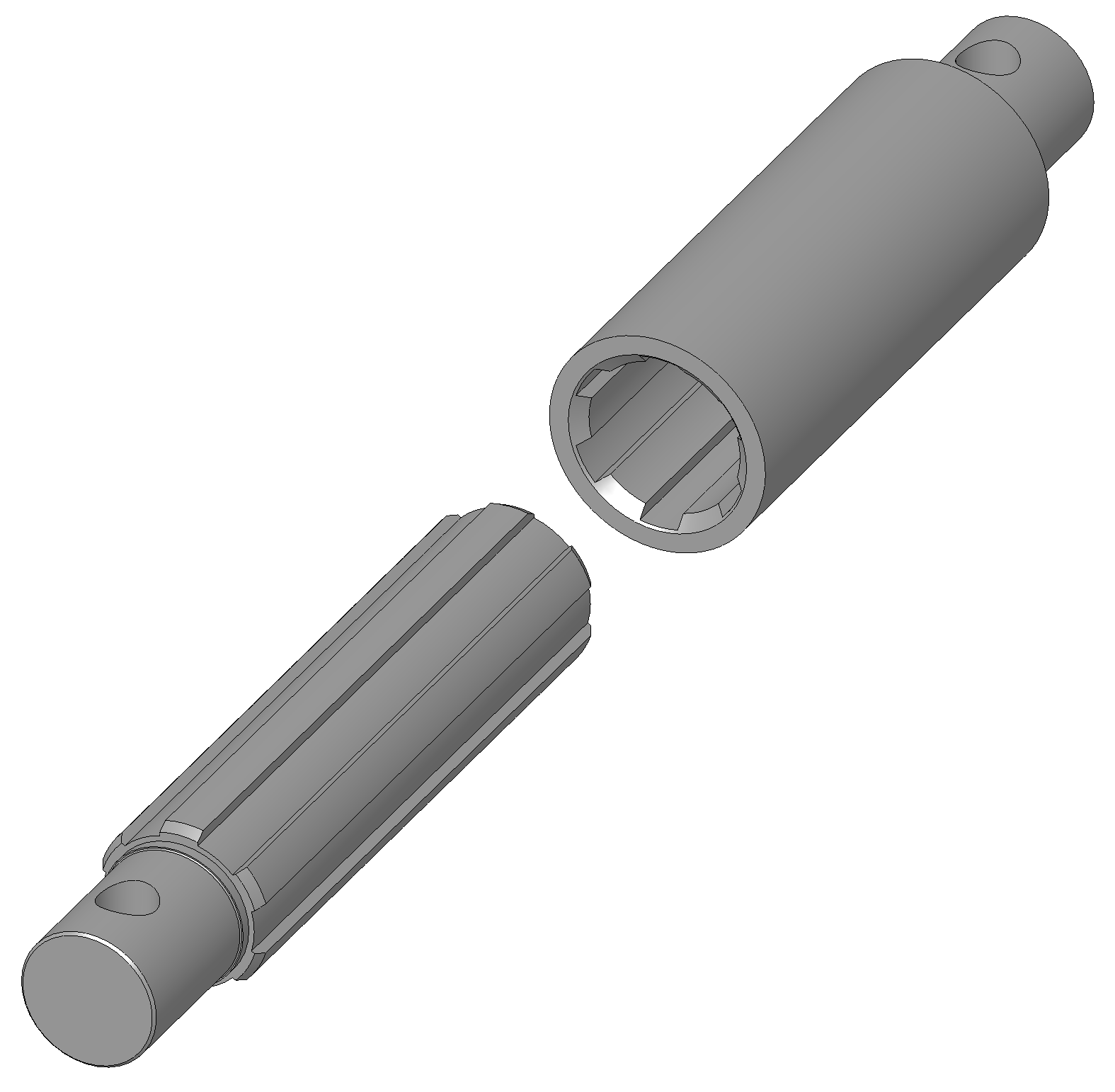
Detall d'una junta acanalada

Acanalat es refereix a un patró de crestes o dents en la superfície d'un eix de transmissió que encaixen amb solcs en una peça d'acoblament a la que transmet un parell mecànic, mantenint la correspondència angular entre ells.
Per exemple, un engranatge muntat en un eix podria utilitzar un acanalat mascle en l'eix que encaixi en l'acanalat femella en l'engranatge. L'acanalat de l'eix mostrat a la figura encaixa amb l'acanalat femella al centre de la peça d'encaix, mentre la punta llisa de l'eix es recolza en el rodament del volant. Una alternativa a l'acanalat és un perfil de xaveta, tot i que l'acanalat proporciona menor desgast per fatiga del material.

## Tipus

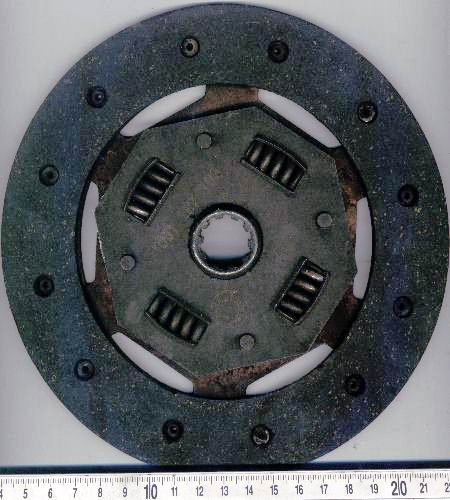
Disc de Embragatge amb eix acanalat que encaixa amb la barra de transmissió mostrada dalt

Hi ha diversos tipus d'acanalat:
Acanalat de dents paral·lels
Amb solcs regularment espaiats, en aquest els costats de cada solc són paral·lels en les dues direccions tant radial com axial.
Acanalat en involuta o evolvent
Amb solcs regularment espaiats, en aquest els costats de cada solc segueixen una corba involuta (evolvent), com en el cas d'un engranatge amb perfil d'involuta però no tan llarg. Les corbes redueixen les concentracions de tensió augmentant així la resistència de la peça.
Acanalat de corona
Amb solcs regularment espaiats i els costats com en el cas anterior tenen normalment la forma d'una involuta (evolvent), però amb les dents mascles modificades per permetre un cert desalineament.
En dent de serra
Amb solcs en forma de "V" regularment espaiats. Aquests tipus es fan servir en eixos de petit diàmetre.
Acanalat helicoidal
En aquest tipus els solcs tracen una hèlix sobre l'eix. Els costats poden ser paral·lels o en involuta. Aquest perfil pot usar-se tant per minimitzar concentracions de tensió en una junta estacionària sotmesa a forta càrrega com per permetre desplaçaments i rotacions relatius entre les parts.
De bola
En aquest tipus les dents de la part exterior allotgen un rodament de bola que permet el desplaçament relatiu entre les parts fins i tot sota un parell intens.

## Galeria

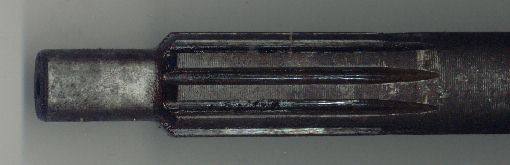
Acanalat sobre l'extrem d'una barra de transmissió manual
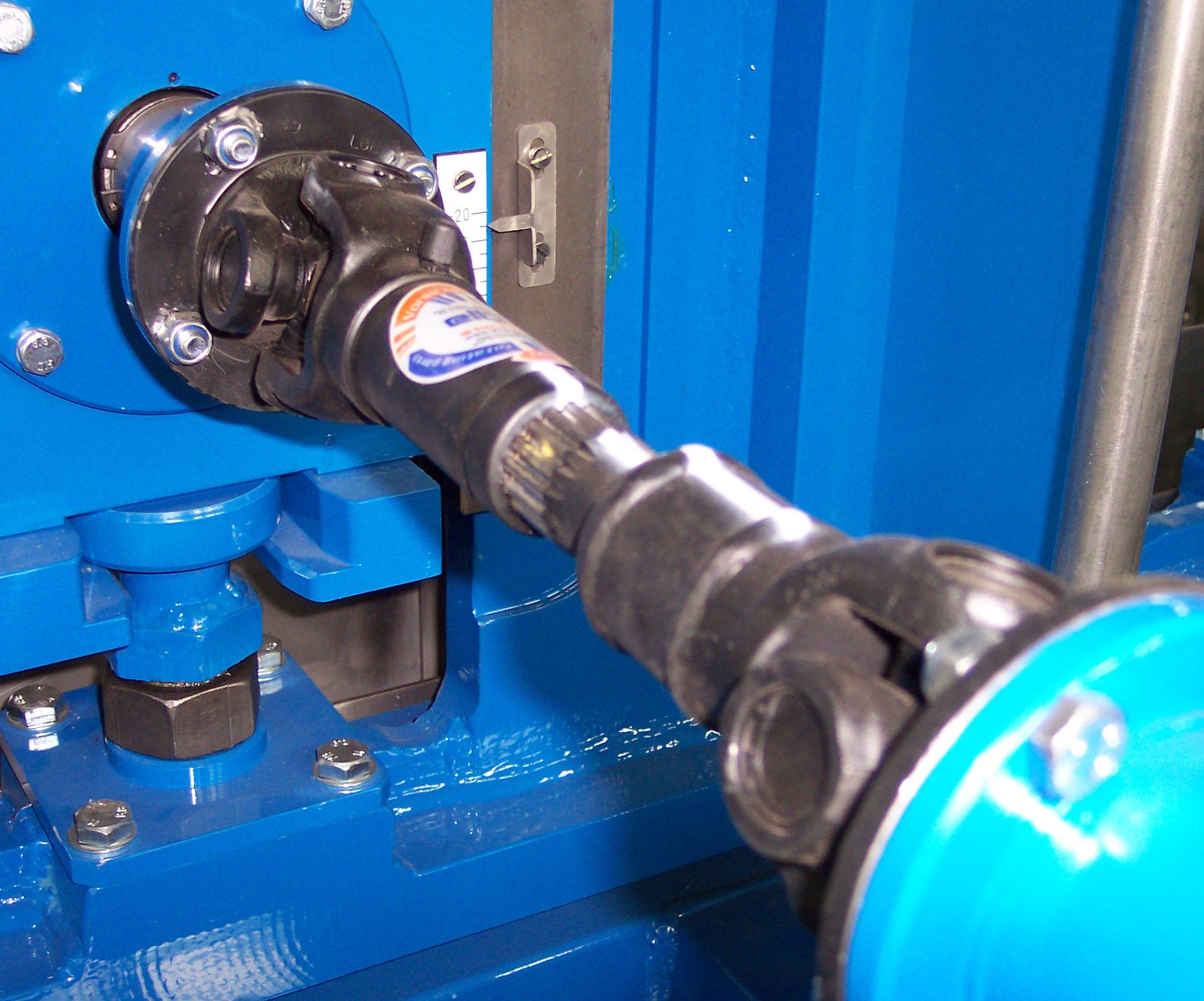
Una barra de transmissió amb acanalat al centre i juntes cardan en els extrems per transmetre torque i rotació permetent canvis de longitud
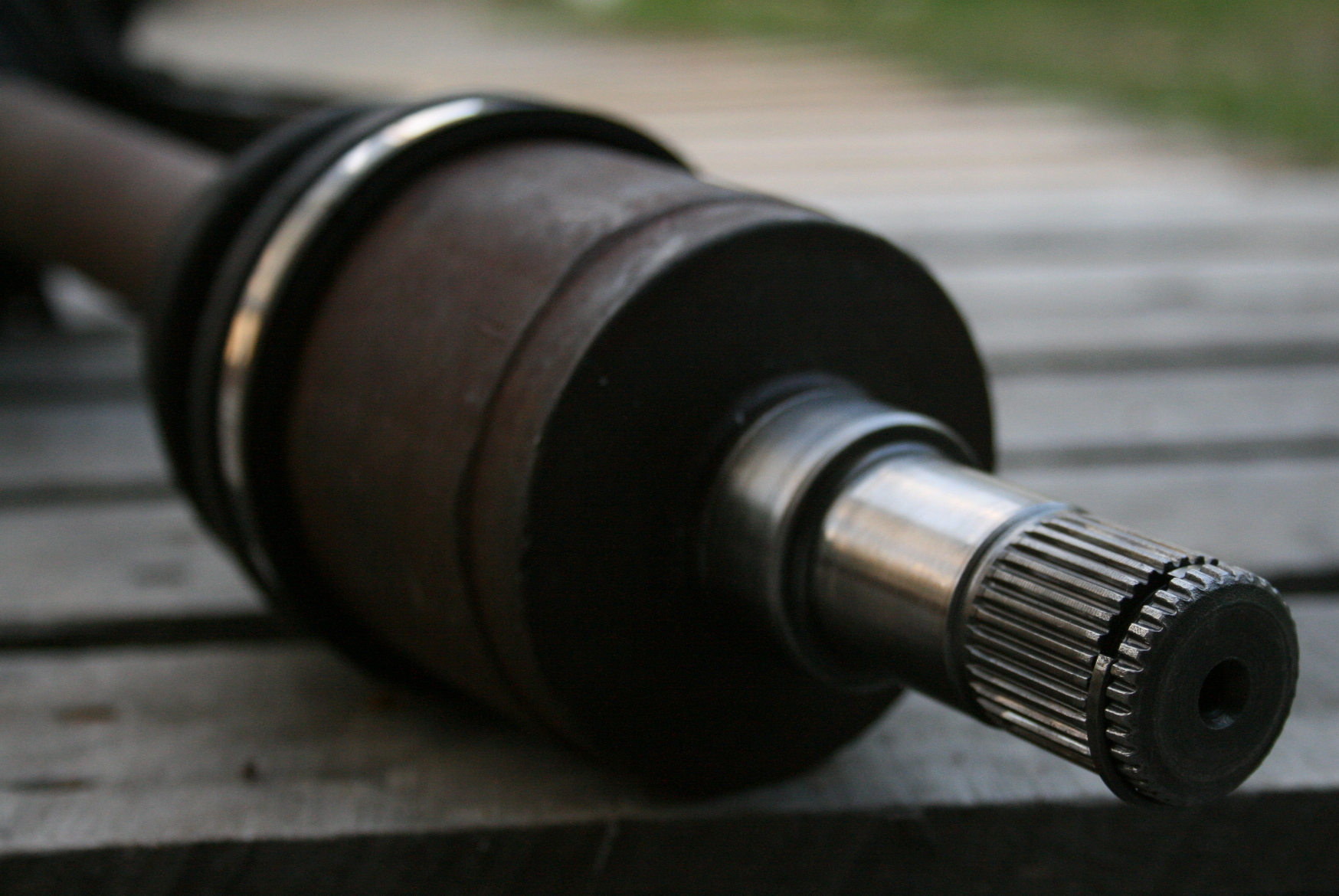
Acanalat a la junta homocinètica de l'extrem d'una barra d'eix
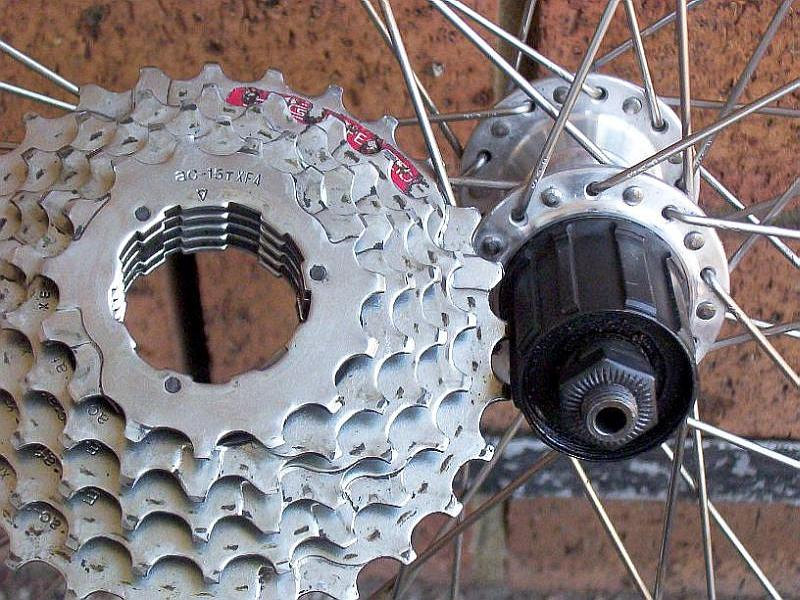
Acanalats complementaris de el joc de pinyons d'una bicicleta i l'eix de la roda amb un patró de acanalat visible a la part de dalt